# Гороховец (Ленинградская область)
Гороховец — деревня в Глажевском сельском поселении Киришского района Ленинградской области.

## История
Впервые упоминается в Писцовой книге Водской пятины 1500 года как деревня Гороховцово близ деревни Оломна в Солецком на Волхове погосте Новгородского уезда.
Как деревня Гороховец она обозначена на карте Санкт-Петербургской губернии 1792 года А. М. Вильбрехта.
Деревня Гороховец упоминается на карте Санкт-Петербургской губернии Ф. Ф. Шуберта 1834 года.

ГОРОХОВЕЦ — деревня принадлежит полковнику Мизину, подполковнику Зеленину, генерал-майору Карсакову и штабс-капитанше Тимофеевой, число жителей по ревизии: 27 м. п., 22 ж. п. (1838 год)

Деревня Гороховец обозначена на специальной карте западной части России Ф. Ф. Шуберта 1844 года.

ГОРОХОВЕЦ — деревня разных владельцев по просёлочной дороге, число дворов — 6, число душ — 31 м. п. (1856 год)

ГОРОХОВЕЦ — деревня владельческая при колодцах, число дворов — 8, число жителей: 52 м. п., 73 ж. п.;

ГОРОХОВЕЦ — мыза владельческая при колодцах, число дворов — 1, число жителей: 8 м. п., 9 ж. п.;
. (1862 год)

В 1881—1882 годах временнообязанные крестьяне деревни выкупили свои земельные наделы у О. А. Корсаковой и стали собственниками земли.
Согласно материалам по статистике народного хозяйства Новоладожского уезда 1891 года мыза Гороховец площадью 1186 десятин принадлежала дворянам Н. М., М. М. и В. В. Зелениным, имение было приобретено до 1868 года. Кроме того, имение при селении Гороховец, неуказанной площади, принадлежало мещанину И. А. Агапову и местному крестьянину П. А. Агапову, имение также было приобретено до 1868 года.
Согласно епархиальным сведениям 1899 года деревня относилась к приходу Георгиевской церкви в селе Оломна.
В конце XIX — начале XX века село административно относилась к Глажевской волости 5-го земского участка 1-го стана Новоладожского уезда Санкт-Петербургской губернии.
По данным «Памятной книжки Санкт-Петербургской губернии» за 1905 год деревня Гороховец входила в Оломенское сельское общество, 860 десятин земли в деревне принадлежали наследникам действительного статского советника Николая Михайловича Зеленина.

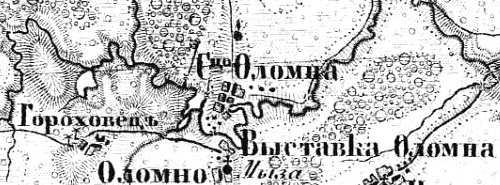
Деревня Гороховец на карте 1915 года

Согласно карте Петроградской и Новгородской губерний 1915 года в деревне Гороховец находились две ветряные мельницы.
С 1917 по 1927 год деревня Гороховец входила в состав Оломенского сельсовета Глажевской волости Волховского уезда.
Согласно данным переписи населения СССР 1926 года в деревне Гороховец проживали 135 человек — все русские. 
С 1927 года — в составе Андреевского района.
С 1931 года — в составе Киришского района.
Согласно карте Ленинградской области Северо-западного аэрогеодезического треста ГГУ издания 1932 года деревня насчитывала 12 крестьянских дворов. В деревне находилась часовня.
По данным 1933 года деревня Гороховец входила в состав Оломенского сельсовета Киришского района.

План деревни Гороховец. 1937 год

Согласно топографической карте РККА 1937 года деревня также насчитывала 12 крестьянских дворов. В деревне находился медицинский пункт.
В 1939 году население деревни Гороховец составляло 173 человека. Согласно переписи населения СССР 1939 года в деревне Гороховец проживали 89 мужчин и 84 женщины, всего 173 человека.
С 1963 года — в составе Волховского района.
С 1965 года — вновь в составе Киришского района. В 1965 году население деревни Гороховец составляло 108 человек.
По данным 1966 и 1973 годов деревня Гороховец также входила в состав Оломенского сельсовета.
По данным 1990 года деревня Гороховец входила в состав Глажевского сельсовета.
В 1997 году в деревне Гороховец Глажевской волости проживали 19 человек, в 2002 году — 18 (русские — 94 %).
В 2007 году в деревне Гороховец Глажевского СП проживали 12 человек, в 2010 году — 5.

## География
Деревня расположена в северо-западной части района на автодороге 41К-551 (Подсопье — Гороховец).
Расстояние до административного центра поселения — 19,5 км.
Расстояние до ближайшей железнодорожной станции Глажево — 15 км.

## Демография
| 1838 | 1862 | 1939 | 1965 | 1997 | 2002 | 2007 |
| ---- | ---- | ---- | ---- | ---- | ---- | ---- |
| 49   | ↗142 | ↗173 | ↘108 | ↘19  | ↘18  | ↘12  |
| 2010 | 2017 |      |      |      |      |      |
| ↘5   | ↘4   |      |      |      |      |      |

### Национальный состав
Согласно данным Всероссийской переписи населения 2021 года в деревне проживали 2 человека, все русские.